# Neubaustrecke Gelnhausen–Kalbach
| Streckennummer (DB): | 3677                 |                                             |                                             |
| Streckenlänge: | ca. 45,2 km          |                                             |                                             |
| Spurweite: | 1435 mm (Normalspur) |                                             |                                             |
| Streckenklasse: | D4                   |                                             |                                             |
| Stromsystem: | 15 kV 16,7 Hz ~      |                                             |                                             |
| Maximale Neigung: | 12,5 ‰               |                                             |                                             |
| Streckengeschwindigkeit: | 250 km/h             |                                             |                                             |
| Zugbeeinflussung: | ETCS Level 2         |                                             |                                             |
| Zweigleisigkeit: | durchgehend          |                                             |                                             |
| |                      |                                             |                                             |
| \| \| \| von Frankfurt \| \| \| \| \| von Gießen \| \| \| \| 44,1 \| Gelnhausen \| Gelnhausen \| \| \| \| nach Schlüchtern \| \| \| \| 45,5 \| Kinzig \| Kinzig \| \| \| \| Tunnel 1: Wurzelberg (795 m) \| \| \| \| \| Tunnel 2: Aspenhainer Kopf (1230 m) \| \| \| \| \| Kinzigtal-Wächtersbach \| \| \| \| \| Frankfurt–Göttingen \| \| \| \| 53,0 \| Kinzig \| Kinzig \| \| \| \| Bad Orb–Wächtersbach \| \| \| \| \| Tunnel 3: Aufenauer Berg (6190 m) \| \| \| \| 60,0 \| Hirschbachtal \| Hirschbachtal \| \| \| \| Tunnel 4: Kleine Kuppe (690 m) \| \| \| \| 61,0 \| Klingbachtal \| Klingbachtal \| \| \| \| Tunnel 5: Schönbornkopf (7710 m) \| \| \| \| 71,0 \| Kinzigtal-Schlüchtern \| Kinzigtal-Schlüchtern \| \| \| \| Tunnel 6: Ohl (4380 m) \| \| \| \| 72,0 \| von Gelnhausen \| von Gelnhausen \| \| \| \| Schlüchtern \| \| \| \| \| nach Göttingen \| \| \| \| 76,0 \| \| \| \| \| \| von Schlüchtern (Verbindungskurve)[2] \| \| \| \| 77,0 \| Schlüchtern Nord (Betriebsbahnhof) \| Schlüchtern Nord (Betriebsbahnhof) \| \| \| \| Tunnel 7: Huttener Berg (10.200 m) \| \| \| \| \| Elm–Schlüchtern \| \| \| \| \| Gemünden–Flieden \| \| \| \| 87,0 \| \| \| \| \| \| Kalbach \| \| \| \| \| Tunnel 8/9: Leide-/Hommelmühle (809/1255 m) \| \| \| \| \| von Würzburg (höhenfrei) \| \| \| \| 89,0 \| Kalbach \| Kalbach \| \| \| \| nach Hannover \| \| \| \| \| \| \| \| Quellen: [3] \| \| \| \| |                      |                                             |                                             |
| Verschwenkung nach links (Strecke außer Betrieb) · Verschwenkung nach rechts |                      | von Frankfurt                               | von Frankfurt                               |
| Abzweig geradeaus und von links |                      | von Gießen                                  | von Gießen                                  |
| Bahnhof | 44,1                 | Gelnhausen                                  | Gelnhausen                                  |
| Abzweig ehemals geradeaus und nach rechts |                      | nach Schlüchtern                            | nach Schlüchtern                            |
| Brücke über Wasserlauf (Strecke außer Betrieb) | 45,5                 | Kinzig                                      | Kinzig                                      |
| Tunnel (Strecke außer Betrieb) |                      | Tunnel 1: Wurzelberg (795 m)                | Tunnel 1: Wurzelberg (795 m)                |
| Tunnel (Strecke außer Betrieb) |                      | Tunnel 2: Aspenhainer Kopf (1230 m)         | Tunnel 2: Aspenhainer Kopf (1230 m)         |
| Strecke Anfang Hochstrecke (außer Betrieb) |                      | Kinzigtal-Wächtersbach                      | Kinzigtal-Wächtersbach                      |
| Kreuzung (Strecke geradeaus außer Betrieb) |                      | Frankfurt–Göttingen                         | Frankfurt–Göttingen                         |
| Strecke unter Wasserlauf (Strecke außer Betrieb) | 53,0                 | Kinzig                                      | Kinzig                                      |
| Kreuzung Ende Hochstrecke (Strecke geradeaus außer Betrieb) |                      | Bad Orb–Wächtersbach                        | Bad Orb–Wächtersbach                        |
| Tunnel (Strecke außer Betrieb) |                      | Tunnel 3: Aufenauer Berg (6190 m)           | Tunnel 3: Aufenauer Berg (6190 m)           |
| Brücke über Wasserlauf (Strecke außer Betrieb) | 60,0                 | Hirschbachtal                               | Hirschbachtal                               |
| Tunnel (Strecke außer Betrieb) |                      | Tunnel 4: Kleine Kuppe (690 m)              | Tunnel 4: Kleine Kuppe (690 m)              |
| Brücke über Wasserlauf (Strecke außer Betrieb) | 61,0                 | Klingbachtal                                | Klingbachtal                                |
| Tunnel (Strecke außer Betrieb) |                      | Tunnel 5: Schönbornkopf (7710 m)            | Tunnel 5: Schönbornkopf (7710 m)            |
| Brücke über Wasserlauf (Strecke außer Betrieb) | 71,0                 | Kinzigtal-Schlüchtern                       | Kinzigtal-Schlüchtern                       |
| Tunnelanfang (Strecke außer Betrieb) |                      | Tunnel 6: Ohl (4380 m)                      | Tunnel 6: Ohl (4380 m)                      |
| Strecke von links · Kreuzung (Strecke geradeaus außer Betrieb) (im Tunnel) | 72,0                 | von Gelnhausen                              | von Gelnhausen                              |
| Bahnhof · Strecke (außer Betrieb) (im Tunnel) |                      | Schlüchtern                                 | Schlüchtern                                 |
| Abzweig ehemals geradeaus und nach links · Kreuzung (Strecke geradeaus außer Betrieb) (im Tunnel) |                      | nach Göttingen                              | nach Göttingen                              |
| Strecke (außer Betrieb) · Tunnelende (Strecke außer Betrieb) | 76,0                 |                                             |                                             |
| Strecke nach links (außer Betrieb) · Abzweig geradeaus und von rechts (Strecke außer Betrieb) |                      | von Schlüchtern (Verbindungskurve)          | von Schlüchtern (Verbindungskurve)          |
| Dienststation / Betriebs- oder Güterbahnhof (Strecke außer Betrieb) | 77,0                 | Schlüchtern Nord (Betriebsbahnhof)          | Schlüchtern Nord (Betriebsbahnhof)          |
| Tunnelanfang (Strecke außer Betrieb) |                      | Tunnel 7: Huttener Berg (10.200 m)          | Tunnel 7: Huttener Berg (10.200 m)          |
| Kreuzung (Strecke geradeaus außer Betrieb) (im Tunnel) |                      | Elm–Schlüchtern                             | Elm–Schlüchtern                             |
| Kreuzung (Strecke geradeaus außer Betrieb) (im Tunnel) |                      | Gemünden–Flieden                            | Gemünden–Flieden                            |
| Tunnelende (Strecke außer Betrieb) | 87,0                 |                                             |                                             |
| Brücke über Wasserlauf (Strecke außer Betrieb) |                      | Kalbach                                     | Kalbach                                     |
| Tunnel (Strecke außer Betrieb) |                      | Tunnel 8/9: Leide-/Hommelmühle (809/1255 m) | Tunnel 8/9: Leide-/Hommelmühle (809/1255 m) |
| Abzweig ehemals geradeaus und von links |                      | von Würzburg (höhenfrei)                    | von Würzburg (höhenfrei)                    |
| ehemalige Blockstelle | 89,0                 | Kalbach                                     | Kalbach                                     |
| Strecke |                      | nach Hannover                               | nach Hannover                               |
| |                      |                                             |                                             |
| Quellen: |                      |                                             |                                             |

Die Neubaustrecke (NBS) Gelnhausen–Kalbach (auch Neubaustrecke Gelnhausen–Fulda) ist eine geplante Eisenbahn-Schnellfahrstrecke zwischen der Stadt Gelnhausen und der Gemeinde Kalbach in Hessen. Sie steht in Zusammenhang mit der Umsetzung des Deutschlandtaktes und soll die dort vorgesehenen Kantenfahrzeit im Schienenpersonenfernverkehr ermöglichen sowie die bestehende Bahnstrecke Frankfurt–Göttingen entlasten. Die Strecke soll sich in Gelnhausen an die geplante Ausbaustrecke Hanau–Gelnhausen anschließen und in Kalbach in die Schnellfahrstrecke Hannover–Würzburg einmünden.
Das Vorhaben ist Teil des im Deutschlandtakt verankerten Ausbauvorhabens zwischen Frankfurt am Main und Erfurt (Aus- und Neubaustrecke Hanau–Würzburg/Fulda–Erfurt), dessen Kernstück u. a. eine zwischen Gelnhausen und Kalbach geplante Neubaustrecke ist. Diese ist im Vordringlichen Bedarf des Bundesverkehrswegeplans 2030 enthalten. Die Planung der Strecke befindet sich aktuell in der Vorplanung. Die Deutsche Bahn unterteilt die Planung dabei in drei Abschnitte: 1. Gelnhausen–Wirtheim, 2. Wirtheim–Schlüchtern und 3. Schlüchtern–Kalbach.

## Geschichte
Am 15. Juni 2018 kündigte die Deutsche Bahn an, die Trassenvariante IV in das Raumordnungsverfahren einzubringen. Die Variante zeichnete sich „nach Abwägung aller Vor- und Nachteile der untersuchten Streckenvarianten [als] die beste Lösung“ aus, so die Deutsche Bahn. Neben vergleichsweise geringeren Umweltwirkungen sei die Möglichkeit einer vorgezogenen Teilinbetriebnahme des Abschnitts Schlüchtern–Kalbach (zur Entlastung des bestehenden Engpasses Flieden–Fulda) und die Nähe zur Bundesautobahn 66 von Vorteil. Die kürzeste Fahrzeit im Personenverkehr zwischen Frankfurt Hauptbahnhof und Fulda soll von 51 auf 39 Minuten reduziert werden. Ein technisches Restrisiko bestand in der Stauseequerung. Hier fiel im November 2018 die Entscheidung zu Gunsten der Ostumfahrung.

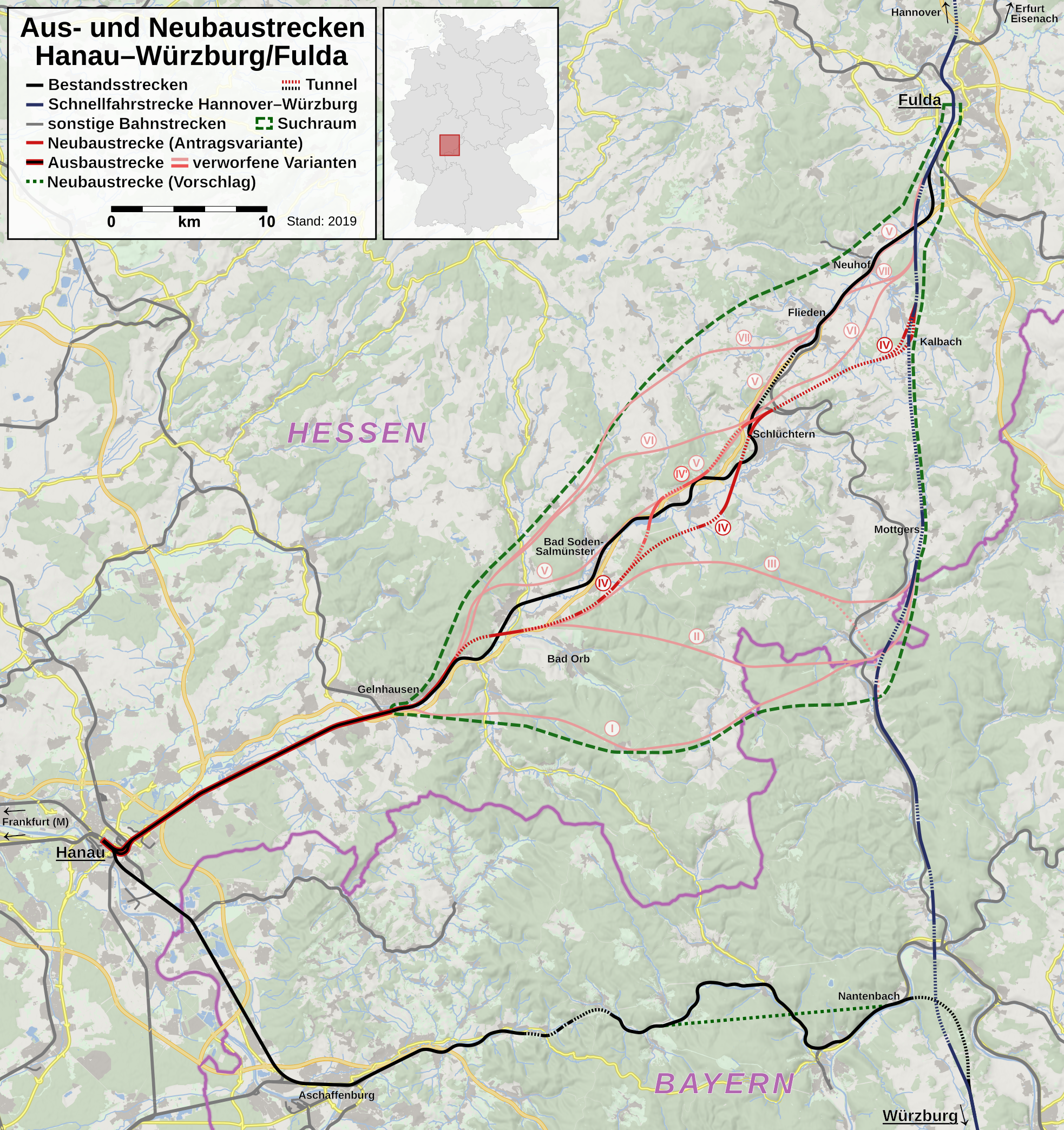
Karte des Bauprojekts Hanau–Würzburg/Fulda mit Varianten der NBS Gelnhausen–Fulda. Die derzeitige Vorzugsvariante ist Variante IV mit Ostumfahrung des Kinzigstausees.

Die 44 km lange Trasse verläuft zu knapp zwei Dritteln in Tunneln, längere Brücken sind über das Kinzigtal (bei Wächtersbach), das Riedbachtal und den Kinzigstausee vorgesehen. Bei Schlüchtern ist die Verknüpfung mit der Bestandsstrecke vorgesehen, bei Mittelkalbach mit der Neubaustrecke Hannover–Würzburg. Andere im Raumordnungsverfahren verglichene Varianten wären u. a. mit kürzeren Tunnelstrecken näher an der Bestandsstrecke mit Abschnitten durchs Kinzigtal bzw. an dessen Rande (Varianten V und VIIb) oder mit längeren oberirdischen Anteilen durch das Hügelland westlich des Tals (Variante VII) oder nordöstlich von Schlüchtern (Variante VI) verlaufen.
Zwischen Schlüchtern und Mittelkalbach plant die DB Netz AG einen 10 km langen Eisenbahntunnel, der von Kalbach über die Gemarkung Rückers (Flieden) nach Schlüchtern führen soll. Der Tunnel quert den Hessischen Landrücken in Ost-West-Richtung. Im großräumigen Gebiet befinden sich die Rhein-Weser-Wasserscheide und die wichtigsten Quellen der Gemeinden Kalbach und Flieden.
Parallel zum Raumordnungsverfahren liefen bereits die Erkundungsbohrungen für den Ausbau der Strecke.
Die Unterlagen für das Raumordnungsverfahren wurden Anfang 2019 erarbeitet und eingereicht. Anschließend ist das Planfeststellungsverfahren vorgesehen. Das Raumordnungsverfahren für die NBS Gelnhausen – Kalbach wurde am 16. Mai 2020 beantragt. Eine frühzeitige Öffentlichkeitsbeteiligung wurde zum 31. Mai 2020 abgeschlossen. Vom 2. Juni bis 30. September 2020 konnten Stellungnahmen abgegeben werden – erstmals in Hessen auch online. Die technische Planung soll 2022 beginnen, im Februar 2022 wurde die Vorplanung ausgeschrieben. Die Deutsche Bahn rechnet mit der Planfeststellung zwischen 2027 und 2030. Die Bauzeit soll mehr als fünf Jahre betragen.
Das Raumordnungsverfahren wurde im Juli 2023 abgeschlossen und dabei die Variante IV bestätigt.
Die von der Variante IV betroffenen Kommunen Bad Soden-Salmünster, Schlüchtern, Steinau und Kalbach lehnen diese Variante ab. Gegen die Erkundungsbohrungen und die Errichtung und den Betrieb von Grundwassermessstellen auf ihrem Gemeindegebiet hat die Stadt Schlüchtern vor dem Bundesverwaltungsgericht Klage eingelegt.
In der 23. Sitzung des Dialogforums im September 2023 gab die Deutsche Bahn die Unterteilung der Variante IV in die drei Teilprojekte Abschnitt 1 (Süd) ABS Gelnhausen–Wirtheim, Abschnitt 2 (Mitte) NBS Wirtheim–Schlüchtern sowie Abschnitt 3 (Nord) NBS Schlüchtern–Kalbach (Nord) bekannt. Für die Abschnitte 1 und 3 beabsichtigt die Deutsche Bahn, die Ergebnisse der Vorplanung Anfang 2026 dem Eisenbahn-Bundesamt vorzulegen, für den Abschnitt 2 ist dies Anfang 2027 geplant.

## Geplanter Betrieb
Neben dem Hochgeschwindigkeitsverkehr soll von der Umsetzung der Maßnahme ebenfalls der Regionalverkehr profitieren. Es ist vorgesehen, dass stündlich ein sog. Hessen-Express zwischen Bebra und Wiesbaden verkehrt.